# Walter Cantner
Walter Cantner (* 16. Oktober 1908 in Möckmühl; † 30. Oktober 2002 in Bad Mergentheim) war ein deutscher Verwaltungsjurist.

## Leben
Cantner studierte nach dem Abitur 1927 Rechtswissenschaften in Tübingen und Berlin. Er war ab 1927 Mitglied der Studentenverbindung Akademische Gesellschaft Stuttgardia Tübingen. Er legte 1931 die erste und 1934 die zweite Staatsprüfung ab. 1933 trat er der SS bei.
1934 trat er in die württembergische Innenverwaltung ein und ab 1937 war er als Regierungsrat beim Landkreis Biberach. Am 31. Mai 1937 beantragte er die Aufnahme in die NSDAP und wurde rückwirkend zum 1. Mai desselben Jahres aufgenommen (Mitgliedsnummer 5.760.959). Er war bei der Gestapo in Stuttgart weiter verwendet. 1938 wurde er als Reichsverteidigungsreferent bei zwei Bezirkshauptmannschaften und bei der Landeshauptmannschaft Niederdonau abgeordnet und war dort nebenamtlich SD-Außenstellenleiter. Er wurde im Herbst 1939 ins Generalgouvernement als Landkommissar abgeordnet. 1940 wurde er kommissarischer und 1941 planmäßiger Landrat in Krenau.
Von 1952 bis 1958 war er Landrat in Mergentheim.
Er war evangelischer Konfession.